# Deutschland Cup 2002
13. ročník hokejového turnaje Deutschland Cup se konal od 8. do 10. listopadu 2002 v Hannoveru. Vyhrála jej hokejová reprezentace Kanady.

## Výsledky
| 8. listopadu 2002 16:00 | Švýcarsko | 1:4 (0:1, 1:2, 0:1) | Kanada | Preussag Arena, Hannover Návštěvnost: 3 498 |  |

| Zpráva (francouzsky) |                    |  |                                                                                 |
| 25:33 Marcel Jenni   | 25:33 Marcel Jenni |  | 0:51 Mike Kennedy 29:28 Todd Hlushko 36:35 Lonny Bohonos 51:43 David Nemirovsky |

| 8. listopadu 2002 20:00 | Německo | 0:2 (0:1, 0:0, 0:1) | USA | Preussag Arena, Hannover Návštěvnost: 5 348 |  |

| Zpráva (francouzsky) |  |  |                                          |
|                      |  |  | 19:02 Brian Felsner 50:20 Keith Aldridge |

| 9. listopadu 2002 14:00 | Německo | 5:2 (4:2, 1:0, 0:0) | Švýcarsko | Preussag Arena, Hannover Návštěvnost: 7 235 |  |

| Zpráva (francouzsky)                                                                                          | |  |                                        |
| 6:32 Stefan Ustorf 7:07 Andreas Morczinietz 7:49 Tobias Abstreiter 14:11 Eduard Lewandowski 26:05 Sven Felski | 6:32 Stefan Ustorf 7:07 Andreas Morczinietz 7:49 Tobias Abstreiter 14:11 Eduard Lewandowski 26:05 Sven Felski |  | 10:45 Ivo Rüthemann 18:36 Reto von Arx |

| 9. listopadu 2002 18:00 | USA | 1:3 (1:1, 0:2, 0:0) | Kanada | Preussag Arena, Hannover Návštěvnost: 7 759 |  |

| Zpráva (francouzsky) |                     |  |                                                        |
| 15:17 Chris Tancill  | 15:17 Chris Tancill |  | 5:24 Shawn Anderson 26:05 Darryl Shannon 34:44 Jon Sim |

| 10. listopadu 2002 14:00 | Německo | 0:2 (0:0, 0:1, 0:1) | Kanada | Preussag Arena, Hannover Návštěvnost: 9 000 |  |

| Zpráva (francouzsky) |  |  |                                       |
|                      |  |  | 20:51 Micki DuPont 50:40 Todd Hlushko |

| 10. listopadu 2002 18:00 | USA | 1:0 (0:0, 0:0, 1:0) | Švýcarsko | Preussag Arena, Hannover Návštěvnost: 3 000 |  |

| Zpráva (francouzsky) |
| 42:06 Chris Drury    |

## Konečná tabulka
| Poř. | Tým       | Z | V | VP | PP | P | Skóre | B |
| ---- | --------- | - | - | -- | -- | - | ----- | - |
| 1.   | Kanada    | 3 | 3 | 0  | 0  | 0 | 9:2   | 9 |
| 2.   | USA       | 3 | 2 | 0  | 0  | 1 | 4:3   | 6 |
| 3.   | Německo   | 3 | 1 | 0  | 0  | 2 | 5:6   | 3 |
| 4.   | Švýcarsko | 3 | 0 | 0  | 0  | 3 | 3:10  | 0 |

## Soupisky týmů
1.  Kanada 

Brankáři: Ian Gordon, Mathieu Chouinard.

Obránci: Shane Peacock, Daryl Shannon, Micki DuPont, Travis Roche, Dan Lambert, Shawn Anderson, David Nemirovsky, Brad Schlegel.

Útočníci: Andrew Schneider, Steve Junker, Steve Kariya, Jon Sim, Gary Shuchuk, Peter Sarno, Lonny Bohonos, Mike Kennedy, Alex Hicks, Michael Henrich, Jean-Yves Roy, Todd Hluschko
2.  USA 

Brankáři: Chris Rogles, Derek Herlofsky.

Obránci: Keith Aldridge, Ted Crowley, John Gruden, Nick Naumenko, Cory Laylin, Christopher Luongo, Brett Hauer.

Útočníci: Andy Roach, Brian Bonin, Kevin Miller, Pat Mikesch, Chris Tancill, Derek Plante, David Roberts, Joe Sacco, Ted Drury, Brian Felsner, Mark Beaufait, Kelly Fairchild.
3.  Německo 

Brankáři: Oliver Jonas, Dimitri Pätzold, Robert Müller.

Obránci: Jochen Molling, Nico Pyka, Stephan Retzer, Sascha Goc, Heiko Smazal, Christian Ehrhoff, Patrick Köppchen, Andreas Renz, Erich Goldmann.

Útočníci: Sven Felski, Andreas Loth, Stefan Ustorf, Alexander Serikow, Daniel Kreutzer, Tobias Abstreiter, Boris Blank, Andreas Morczinietz.
4.  Švýcarsko 

Brankáři: Reto Pavoni, Lars Weibel.

Obránci: Beat Gerber, Marc Gianola, Marco Klöti, Michael Kress, Mathias Seger, Steve Hirschi, Fabian Guignard, Patick Fischer (HC Zug).

Útočníci: Flavion Conne, Claudio Micheli, Reto von Arx, Adrian Wichser, Patrick Fischer (HC Davos), Michel Zeiter, Loïc Burkhalter, Martin Plüss, Marcel Jenni, Ivo Rüthemann, Michel Riesen, Frédéric Rothen.